# Kenneth Miller
Kenneth Raymond Miller (ur. 1948) – amerykański biolog, profesor biologii na Brown University. Znany jako aktywny przeciwnik kreacjonizmu i koncepcji inteligentnego projektu będący jednocześnie wyznawcą rzymskiego katolicyzmu. Wspiera National Center for Science Education, organizację non-profit broniącą nauczania ewolucji w szkołach.

## Publikacje
- 2000 "Finding Darwin's God" – w której dowodzi iż ewolucjonizm nie wyklucza teizmu
- 2002 "Biology: The Living Science" – napisany wspólnie z J. Levine podręcznik do szkół średnich
- 2008 "Only a Theory" – przedstawia ruch Inteligentnego Projektu, na przykładzie sprawy Kitzmiller vs Dover Area School District i jej skutków dla systemu edukacji w USA.